# Emsley Tromp
Emsley Deonicio Tromp (Willemstad, 9 oktober 1959) is een Curaçaos econoom en bankier. Hij was van 1991 tot 2017 president-directeur van de Centrale Bank van Curaçao en Sint Maarten (CBCS) en diens rechtsvoorganger de Centrale Bank van de Nederlandse Antillen.

## Biografie
Tromp studeerde economie in Puerto Rico en promoveerde cum laude aan de Pennsylvania State University. Hierna ging hij werken bij Shell op Isla in Curaçao. In 1985 trad hij in dienst bij de Centrale Bank van de Nederlandse Antillen. In 1991 volgde hij Vimy Servage op als president-directeur van deze centrale bank. In 2009 werd hij gedecoreerd als officier in de Orde van Oranje-Nassau.
In mei 2011 ontspoorde een conflict tussen Tromp en premier Gerrit Schotte, waarna Tromp en Schotte elkaar over en weer beschuldigden van corruptie. Zo beschuldigde premier Gerrit Schotte Tromp van bedreiging en het verstrekken van een lening van 3 miljoen gulden aan de kledingzaak van zijn vriendin zonder onderpand. Van dit bedrag zou omgerekend zo'n 300.000 euro naar de pensioenrekening van Tromp zijn doorgesluisd. Ook zouden er grote leningen zijn verstrekt zonder overleg met de Raad van Commissarissen aan het havenbedrijf in St. Maarten en aan het bedrijf Aqualectra. Op 31 mei 2011 namen de Staten van Curaçao een motie aan waarin de Algemene Rekenkamer werd verzocht grondig onderzoek te doen naar het beleid van Tromp. Tromp zelf juichte dit onderzoek toe, omdat hij van alle blaam gezuiverd wilde worden. Het Openbaar Ministerie zag onvoldoende aanleiding om Tromp te vervolgen voor bedreiging.
De commissie-Rosenmöller onderzocht de situatie op Curaçao en concludeerde dat "de integriteit van publieke functionarissen en het functioneren van belangrijke overheidsinstituties in Curaçao in opspraak is gebracht". Zowel premier Schotte als president-directeur Tromp had niet via de media beschuldigingen aan de ander mogen uiten. De commissie deed geen uitspraak over de beschuldigingen van corruptie aan het adres van Tromp. In 2012 besloot de Raad van Commissarissen van de CBCS onderzoek te doen naar Tromp en zegden vijf van de zeven leden van de Raad van Commissarissen het vertrouwen in Tromp op. Desondanks bleef hij toch in functie.
In 2012 kwam hij in opspraak wegens zeer directe banden met John Deuss en diens First Curaçao International Bank (FCIB) welke onderwerp waren van een strafzaak in Nederland. Ook heeft Tromp zeer nauwe banden met Hushang Ansary die verzekeraar ENNIA onder zijn toezicht uitholde en in 2016 in de financiële problemen kwam.
Begin 2016 begon het Openbaar Ministerie een onderzoek naar de privéfinanciën van Tromp. In juni van dat jaar publiceerde het Financieele Dagblad een artikel waarin stond dat het Internationaal Monetair Fonds van mening was dat de ongebruikelijk grote leningen van de CBCS aan het havenbedrijf in St. Maarten en aan het bedrijf Aqualectra onrechtmatig waren, omdat de Centrale Bank alleen aan banken mag lenen en niet aan bedrijven. Ook werd een vastgoedtransactie van Tromp met een appartement in Miami in twijfel getrokken. In augustus 2016 deed justitie een huiszoeking bij Tromp, die daarop vakantie nam. Zelf ontkende hij de beschuldigingen en zegde hij volledige medewerking aan het onderzoek toe. Op 11 augustus werd Tromp op non-actief gesteld. Op aanbeveling van de Raad van Commissarissen werd Tromp per 17 oktober 2017 ontslagen als president-directeur van de CBCS. De rechter bepaalde op 12 juli 2018 dat de opzegging van zijn arbeidsovereenkomst rechtsgeldig was.
In een zaak van belastingontduiking oordeelde de rechter dat Tromp weliswaar onvoorzichtig is geweest, maar de rechter achtte niet bewezen dat hij opzettelijk zijn aangiften inkomstenbelasting verkeerd heeft ingevuld. Medio november 2017 kwam deze uitspraak naar buiten. Volgens justitie gaf hij tussen 2006 en 2014 opzettelijk niet al zijn inkomsten door aan de belastingdienst waardoor de schatkist van Curaçao zo'n 2,7 miljoen euro aan inkomsten miste. Er lopen nog meer onderzoeken tegen Tromp.